# Terrassa Reds 2016
Questa voce raccoglie le informazioni riguardanti i Terrassa Reds nelle competizioni ufficiali della stagione 2016.

## Maschile

### XXVIII LCFA Senior

#### Stagione regolare
| 15 novembre 2015, ore 19:00 | Terrassa Reds | 7 – 40 referto | Argentona Bocs |  |

| 29 novembre 2015, ore 14:30 | Barcelona Uroloki | 6 – 12 referto | Terrassa Reds |  |

| 13 dicembre 2016, ore 16:30 | Terrassa Reds | 8 – 25 referto | Salt Falcons/ Vall d'Aro Senglars |  |

| 17 gennaio 2016, ore 17:00 | Salou Almogàvers | 0 – 46 referto | Terrassa Reds |  |

| 31 gennaio 2016, ore 16:30 | Terrassa Reds | 6 – 13 referto | Barcelona Pagesos |  |

| 14 febbraio 2016, ore 12:00 | Torrelles Legends | 2 – 54 referto | Terrassa Reds |  |

| 28 febbraio 2016, ore 11:30 | Vilafranca Eagles | 15 – 34 referto | Terrassa Reds |  |

#### Playoff
| 20 marzo 2016, ore 17:00 | Argentona Bocs | 6 – 7 referto | Terrassa Reds |  |

| 16 aprile 2016, ore 17:00 | Salt Falcons /Vall d'Aro Senglars | 7 – 8 referto | Terrassa Reds |  |

### Statistiche di squadra
| Competizione      | %Vittorie | In casa | In casa | In casa | In casa | In casa | In casa | In trasferta | In trasferta | In trasferta | In trasferta | In trasferta | In trasferta | Totale | Totale | Totale | Totale | Totale | Totale |
| Competizione      | %Vittorie | G       | V       | N       | P       | Pf      | Ps      | G            | V            | N            | P            | Pf           | Ps           | G      | V      | N      | P      | Pf     | Ps     |
| ----------------- | --------- | ------- | ------- | ------- | ------- | ------- | ------- | ------------ | ------------ | ------------ | ------------ | ------------ | ------------ | ------ | ------ | ------ | ------ | ------ | ------ |
| Stagione regolare | .571      | 3       | 0       | 0       | 3       | 21      | 78      | 4            | 4            | 0            | 0            | 146          | 23           | 7      | 4      | 0      | 3      | 167    | 101    |
| Playoff           | 1.000     | 0       | 0       | 0       | 0       | 0       | 0       | 2            | 2            | 0            | 0            | 15           | 13           | 2      | 2      | 0      | 0      | 15     | 13     |
| Totale            | .667      | 3       | 0       | 0       | 3       | 21      | 78      | 6            | 6            | 0            | 0            | 161          | 36           | 9      | 6      | 0      | 3      | 182    | 114    |

## Femminile

### LNFA Femenina 2016

#### Stagione regolare
| 24 gennaio 2016, ore 16:30 | Terrassa Reds | 2 – 8 referto | Barcelona Búfals |  |

| 13 febbraio 2016, ore 18:00 | Las Rozas Black Demons | 19 – 0 referto | Terrassa Reds |  |

| 6 marzo 2016, ore 16:30 | Terrassa Reds | 0 – 26 referto | Barberá Rookies |  |

| 10 aprile 2016, ore 16:30 | Terrassa Reds | 28 – 0 referto | Badalona Dracs |  |

| 15 maggio 2016, ore 12:00 | L'Hospitalet Pioners | 36 – 6 referto | Terrassa Reds |  |

### Statistiche di squadra
| Competizione      | %Vittorie | In casa | In casa | In casa | In casa | In casa | In casa | In trasferta | In trasferta | In trasferta | In trasferta | In trasferta | In trasferta | Totale | Totale | Totale | Totale | Totale | Totale |
| Competizione      | %Vittorie | G       | V       | N       | P       | Pf      | Ps      | G            | V            | N            | P            | Pf           | Ps           | G      | V      | N      | P      | Pf     | Ps     |
| ----------------- | --------- | ------- | ------- | ------- | ------- | ------- | ------- | ------------ | ------------ | ------------ | ------------ | ------------ | ------------ | ------ | ------ | ------ | ------ | ------ | ------ |
| Stagione regolare | .200      | 3       | 1       | 0       | 2       | 30      | 34      | 2            | 0            | 0            | 2            | 6            | 55           | 5      | 1      | 0      | 4      | 36     | 89     |
| Totale            | .200      | 3       | 1       | 0       | 2       | 30      | 34      | 2            | 0            | 0            | 2            | 6            | 55           | 5      | 1      | 0      | 4      | 36     | 89     |